# Rouans

Rouans este o comună în departamentul Loire-Atlantique, Franța. În 2009 avea o populație de 2,605 de locuitori.